# 田中秀幸 (声優)
田中 秀幸（たなか ひでゆき、1950年〈昭和25年〉11月12日 - ）は、日本の声優、俳優、ナレーター。東京都大田区南馬込出身。青二プロダクション所属。

## 来歴

### 生い立ち
火災保険会社に勤務しており、映画監督になりたかったというくらい映画が好きだったサラリーマンの父親の方針で幼稚園には通わず、家庭で教育を受けたという。

### 初期のキャリア
5歳の頃、ニッポン放送の児童向け連続ラジオドラマ『アッちゃん』のアッちゃん役一般公募オーディションに合格。原作者で審査員だった岡部冬彦いわく「とにかく面白い声を持ち、アッちゃんのイメージにぴったりだった」とのことで、児童劇団に入っているセミプロの子役を後目に、全くの素人であった田中が600人（400人とも）の中から抜擢された。以来、小学校在学の6年間収録に参加した。声変わりのため降板後は、共演した真木恭介に自分の劇団に入るよう誘われ劇団葦へ入団した。中学校、高校に通いながら演技の仕事を続ける。中学校、高校時代は演劇部に所属しておらず、通っていた高校は男子校で演劇部自体がなかったという。高校卒業後、短大で4年間演劇を勉強した。
桐朋学園芸術短期大学演劇専攻を卒業した。以前は劇団青年座、西郷エンタープライズ、江崎プロダクション（現在のマウスプロモーション）に所属していた。1980年10月から青二プロダクションに所属している。

### 声優として
1963年、NHKで放送された『南海のテリー』で吹き替えデビューした。アニメは、青年座所属時代の1974年に『科学忍者隊ガッチャマン』のヘムラー役でデビューし、翌1976年には『ドカベン』の山田太郎役で初主演を果たすなど、声の仕事を中心に携わるようになり、アニメ・洋画吹き替え・ナレーションなどで活動を続ける。
1980年代から1990年代にかけては『伝説巨神イデオン』（ジョーダン・ベス 役）、『キャプテン翼』（ロベルト本郷 役）、『CITY HUNTER』（槇村秀幸 役）、『キン肉マン』（テリーマン 役）、『タッチ』（柏葉英二郎 役）、『ハイスクール!奇面組』（事代作吾 役）、『魁!!男塾』（大豪院邪鬼 役）、『SLAM DUNK』（木暮公延 役）など多数の少年アニメに出演する。また、神谷明や堀秀行と同じく『週刊少年ジャンプ』の連載漫画のアニメ作品における常連の1人でもある。

### 現在まで
2016年5月29日より東京都出身であるが妻が新潟県燕市出身で自身も毎月のように燕市を訪れていることが縁で、5人目の燕市PR大使に任命された。翌年2017年8月26日には神宮球場の横浜DeNA戦で大使として始球式を務めた。
2019年8月25日放送回より、『サザエさん』でフグ田マスオ役を41年間担当した増岡弘の後任として引き継いだ。なお、マスオ役を引き継ぐ前にも、2016年から登場した早川の父役を2回にわたり担当していたが、マスオ役を引き継いでからは、早川の父役は坂巻学に変更された。

## 人物
弟は同じ桐朋学園出身で元俳優、CMのキャスティング・ディレクターである。
幼少時代は非常に口数が少なく、インタビューなどの質問に対しても、「はい」「うん」と答える程度だった。「演技の勉強を重ねる内に変わってきた」と本人は話している。
『アッちゃん』出演のきっかけは作家・映画監督志望だった父親がどうしても公募に行きたかったからという理由であり、出演が決まった後は田中に簡単な演技をつけてくれたという。
資格・免許は普通自動車免許。趣味はテニス、ゴルフ、旅行、釣り。

### 特色・役柄
洋画吹き替えでの代表的な持ち役としてはピアース・ブロスナンやマイケル・ビーン、ケヴィン・スペイシーなどが挙げられる。
好きな役のタイプには、二枚目よりもとても内向的で弱い人間で繊細でというキャラクターがあり、「自分が演じやすいんじゃないか」とも話しており、これまで吹き替えを担当した俳優の中では、本人は「マイケル・ビーンが大変気に入っている」と話している。
アニメ、洋画吹き替え、ナレーションの違いについては、「異なると言えば異なるし、同じと言えば同じだし」という。また演じ方については「割と見たまま、感じたままにやるほうなんです」と答えている。ナレーションと吹き替えでの息の出し方について本人は、「自分では変えてるつもりはないんだけど、きっと変わってるんでしょうね」と話している。また演技をする上では、常に自分の感性を豊かにしておくということに気をつけているという。
自身の演じた俳優について「ピアース・ブロスナンは彼のカッコつけた感じは、声を作らなくちゃいけない。ケヴィン・スペイシーは好きな役者だが、クセのある芝居をし、作品ごとに役を作り込んでくるから、こちらも役や声を作らなくてはいけない。彼らに比べるとマイケル・ビーンは声を作らなくてもいい感じだし生理的にも合ってる感じでなんとなく呼吸が合い、本当に自然体で入っていける俳優」と述べている。また事前に役を作り込む方で、洋画ではなるべく原語の芝居に合わせ、アニメの場合でもあまり声を作らないタイプだが、『ONE PIECE』のドフラミンゴくらいの過剰なキャラクターだとどうしても声を作らざるを得ないとのこと。

### ピアース・ブロスナンについて
ピアース・ブロスナンは『バーチャル・ウォーズ』（VHS版）で初めて担当した。『007 ゴールデンアイ』のテレビ朝日版のジェームズ・ボンド役を担当してからは、専属（フィックス）で吹き替えており、アニメ『ザ・シンプソンズ』にブロスナン本人が自身を模したキャラクターとして声の出演を果たした際にも吹き替えを務めている。
当初ブロスナンについて田中は上述の通り、「彼のカッコつけた感じに対応して、こちらも役や声を作らなくてはいけない」と演じる上での苦労を述べ、特にジェームズ・ボンドの場合は「（ボンドは）日常的なキャラクターじゃないでしょう。『こんなキザなこと言わんでしょう…』ってせりふばっかりだし」とその苦労は尚更であるとしていたが、キャリアを重ねてからは「歳を重ねる程に円熟味が増している」と俳優として高く評価している。後年『長く熱い週末』に新たに吹替が作られることになった際には「やあ」の一言のみという非常に短い出番にもかかわらず若き日のブロスナンとしての出演（別の役と兼任）を快く快諾した。また、吹替版が存在しない『第四の核』についても「（吹替収録の）機会があれば、ブロスナン役をぜひ」と意欲的である。

## 出演
太字はメインキャラクター。

### テレビアニメ
1974年
- 科学忍者隊ガッチャマン（ヘムラー）

1976年
- ドカベン（1976年 - 1979年、山田太郎）

1978年
- 家なき子
- 未来少年コナン（チート、ルーケ）
- 若草のシャルロット（パーキンス）

1979年
- 円卓の騎士物語 燃えろアーサー（1979年 - 1980年、ケイ、小隊長）
- 機動戦士ガンダム（ウッディ）
- こぐまのミーシャ（キッド）
- ルパン三世 (TV第2シリーズ)

1980年
- 宇宙戦艦ヤマトIII（1980年 - 1981年、土門竜介）
- 宇宙大帝ゴッドシグマ（ジーラの部下）
- 科学忍者隊ガッチャマンF（エルン）
- がんばれ元気（岡村秀一）
- 銀河鉄道999（1980年 - 1981年、ヤク、ボーイ、イザカ）
- 釣りキチ三平（健一、博正）
- 伝説巨神イデオン（1980年 - 1981年、ジョーダン・ベス）
- ニルスのふしぎな旅（1980年 - 1981年、グンナー 他）
- のどか森の動物大作戦（ヨッケル）
- 魔法少女ララベル
- マリンスノーの伝説（ゼイナ）

1981年
- 銀河旋風ブライガー（ジョニー）
- 荒野の呼び声 吠えろバック（フランソワ）
- 戦国魔神ゴーショーグン（キリー・ギャグレー）
- タイガーマスク二世（1981年 - 1982年、才賀記者、デビルピューマ、キング・キリアムス）
- 鉄腕アトム（第2作）（月男）
- ハロー!サンディベル
- ぼくらマンガ家 トキワ荘物語（藤本）
- 新・ど根性ガエル（1981年 - 1982年、南先生）
- Dr.スランプ アラレちゃん（1981年 - 1986年、スコップ、怪獣博士、トリ山、パル、マネージャー）

1982年
- あさりちゃん（店主、沢田先生）
- うる星やつら（1982年 - 1985年、三四郎）
- おちゃめ神物語コロコロポロン（ケイローン、ピグマリオン、オートス）
- 銀河烈風バクシンガー（ロイ・マローン、セイ・オングー）
- 機甲艦隊ダイラガーXV（伊勢シンジ）
- さすがの猿飛（小太郎）
- The・かぼちゃワイン（前村・鶴井）
- Dr.スランプアラレちゃん ペンギン村英雄伝説（ナレーター）
- まいっちんぐマチコ先生（トム）
- 魔境伝説アクロバンチ（蘭堂リョウ〈一時代役〉）
- 吾輩は猫である（青年）

1983年
- 愛してナイト（シェラ）
- 伊賀野カバ丸（1983年 - 1984年、霧野疾風）
- キャプテン翼（1983年 - 1986年、ロベルト本郷）
- 銀河疾風サスライガー（セントウィング）
- キン肉マン（1983年 - 1986年、テリーマン、プロデューサー、トンカツ屋のオヤジ、キューブマン、ウォッチマン、ペンタゴン、スプリングマン、プラネットマン、カレイヤス 他）
- 光速電神アルベガス（セネン）
- ストップ!! ひばりくん!（天地先生）
- ときめきトゥナイト（担任、サンド、係員）
- プラレス3四郎（タイガー）
- まいっちんぐマチコ先生（トム、永野ケン）
- まんが日本史（聖徳太子、大海人皇子、平重盛、源実朝、北条時宗、足利義詮、浅井長政、大塩平八郎、シーボルト）

1984年
- キン肉マン 決戦!!7人の超人VS宇宙野武士（テリーマン）
- 星銃士ビスマルク（コンラッド）
- 宗谷物語（香月、高橋、武彦）
- ビデオ戦士レザリオン（ペレス）
- 魔法の天使クリィミーマミ（赤木先生）
- 魔法の妖精ペルシャ（赤沼先生）
- よろしくメカドック（東條誠）
- 夢戦士ウイングマン（1984年 - 1985年、謎の戦士、北村）
- らんぽう（角丸先生）

1985年
- おねがい!サミアどん
- ゲゲゲの鬼太郎（第3作）（新一のパパ）
- 小公女セーラ（ラムダス）
- 昭和アホ草紙あかぬけ一番!（響）
- ダーティペア（マルカス）
- 超獣機神ダンクーガ（アラン・イゴール）

1986年
- 愛少女ポリアンナ物語（トーマス・チルトン、ジョン・フィティア）
- 銀牙 -流れ星 銀-（ベン）
- 青春アニメ全集
  - 「野菊の墓」（政夫）
  - 「高野聖」（僧）

- 聖闘士星矢（1986年 - 1989年、ナレーション、アイオリア）
- タッチ（柏葉英二郎）
- ハイスクール!奇面組（1986年 - 1987年、事代作吾）
- プロゴルファー猿（1986年 - 1987年、ドラゴン）
- メイプルタウン物語（パパ）
- めぞん一刻（音無惣一郎）

1987年
- アニメ三銃士（ルイ13世）
- キテレツ大百科（1987年 - 1993年、木手英太郎、グリフィス監督、ピッツア、堀越）
- シティーハンター（1987年 - 1991年、槇村秀幸） - 3シリーズ
- 新メイプルタウン物語 パームタウン編（パパ）
- 北斗の拳2（ファルコ）
- 陽あたり良好!（坂本）
- レディレディ!!（ジョージ・ラッセル）

1988年
- 魁!!男塾（大豪院邪鬼）
- 新グリム名作劇場（王様）
- 名門!第三野球部（鬼頭監督）
- 燃える!お兄さん（ナレーション）

1989年
- 美味しんぼ（1989年 - 1991年、栃川北男、青沢悟、山脇勉、片森）
- 新ビックリマン（1989年 - 1990年、アッシラ王）
- 戦え!超ロボット生命体 トランスフォーマーV（スターセイバー / ビクトリーセイバー）
- らんま1/2 熱闘編（ひぐまとらじろう）

1990年
- 魔法使いサリー（1989年版）（1990年 - 1991年、みどりの父、陽平の父）
- 私のあしながおじさん（ジャーヴィス・ペンデルトン）

1991年
- ドラゴンクエスト ダイの大冒険（第1作）（1991年 - 1992年、アバン、キルバーン、ナレーション）
- 21エモン（ジロ・ミケラン）
- ハイスクールミステリー学園七不思議（みずきの父）
- RPG伝説ヘポイ（バトルキャッスル〈初代〉）
- 笑ゥせぇるすまん（目茂麻太郎）

1992年
- あしたへフリーキック（アルバトロス）
- 内田春菊の呪いのワンピース（タカユキ、男子B）
- スーパーヅガン（桜田門外）
- 超電動ロボ 鉄人28号FX（1992年 - 1993年、金田正太郎）
- ファンタジーアドベンチャー 長靴をはいた猫の冒険（ウィリアムテル）

1993年
- 蒼き伝説シュート!（平松修）
- SLAM DUNK（1993年 - 1996年、木暮公延、ナレーション）

1994年
- ママレード・ボーイ（小石川仁）

1995年
- ご近所物語（徳森浩昭）
- 魔法騎士レイアース（レイアース）

1996年
- 美少女戦士セーラームーンセーラースターズ（天野川）

1997年
- 金田一少年の事件簿（和泉宣彦）
- CLAMP学園探偵団（伊集院茂俊）
- ゲゲゲの鬼太郎（第4作）（木水）
- 名探偵コナン（1997年 - 2025年、工藤優作 / ナイトバロン）

1998年
- 吸血姫美夕（矢口恭一）
- カードキャプターさくら（木之本藤隆）
- ドクタースランプ（木緑紺）
- Night Walker -真夜中の探偵-（カイン）
- MASTERキートン（パウエル）

1999年
- 週刊ストーリーランド（1999年 - 2000年、鈴木一、慎二、江藤啓介、フランク）
- 人形草紙あやつり左近（橘流）
- 星界の紋章（ロック・リン）

2001年
- ナジカ電撃作戦（神和住芳樹）
- ののちゃん（2001年 - 2002年、山田たかし）
- FF：U 〜ファイナルファンタジー:アンリミテッド〜 異界の章（赤い霧〈魔導士〉）
- HELLSING（エンリコ・マクスウェル）
- 炎の蜃気楼（北条氏照）

2002年
- Weiß kreuz Glühen（ビショップ / 白鷺黎一）
- キン肉マンII世（2002年 - 2004年、テリーマン） - 2シリーズ
- 十二国記（壁落人）

2003年
- アストロボーイ・鉄腕アトム（青騎士）
- F-ZERO ファルコン伝説（2003年 - 2004年、キャプテンファルコン / バート レミング）
- GetBackers-奪還屋-（翳沼沙羅衣）
- 獣兵衛忍風帖 龍宝玉篇（無風）
- 探偵学園Q（2003年 - 2004年、団守彦）
- 鋼の錬金術師（ナッシュ）
- 花田少年史（貴人の父）
- ヤミと帽子と本の旅人（サイガ・カズオ、シベリアのトラ）
- ONE PIECE（2003年 - 2025年、ドンキホーテ・ドフラミンゴ）

2004年
- アガサ・クリスティーの名探偵ポワロとマープル（ジョージ・プリチャード）
- 京極夏彦 巷説百物語（関山兵五）
- 砂ぼうず（大沼）
- ブラック・ジャック（明）
- 冒険王ビィト（2004年 - 2005年、ナレーション、バロン） - 2シリーズ

2005年
- ガイキング LEGEND OF DAIKU-MARYU（2005年 - 2006年、サスページ、サコン）
- 戦国英雄伝説 新釈 眞田十勇士 The Animation（海野六郎）
- Xenosaga THE ANIMATION（ジン・ウヅキ）
- DIGITAL MONSTER X-evolution（オメガモン）
- 闘牌伝説アカギ 〜闇に舞い降りた天才〜（市川）
- ドラえもん（テレビ朝日版第2期）（2005年 - 2023年、スネ夫のパパ）
- ぺとぺとさん（大橋真一）
- まじかるカナン（ベルガモット）
- MONSTER（グリマー）

2006年
- N・H・Kにようこそ!（岬の伯父）
- エンジェル・ハート（槇村秀幸）
- 恋する天使アンジェリーク シリーズ（2006年 - 2007年、闇の守護聖クラヴィス） - 2シリーズ
- スーパーロボット大戦OG -ディバイン・ウォーズ-（ギリアム・イェーガー）
- 出ましたっ!パワパフガールズZ（メイヤー市長）
- NANA（浅野崇）

2007年
- ゲゲゲの鬼太郎（第5作）（2007年 - 2009年、死神99号、バケロー）
- DARKER THAN BLACK -黒の契約者-（セルゲイ・ヴィクトロフ）
- ナイトウィザード The ANIMATION（安藤来栖）
- 祝!(ハピ☆ラキ)ビックリマン（立体影像仏）
- BLEACH（シャウロン・クーファン）
- メイプルストーリー（グランデ〈アルの父〉）
- やっとかめ探偵団（島村伸夫）

2008年
- あたしンち（春麻呂）
- アリソンとリリア（ストーク・フレン / アイカシア・クロス / オスカー・ウィッティングトン）
- 西洋骨董洋菓子店 〜アンティーク〜（橘の父）

2009年
- あにゃまる探偵 キルミンずぅ（御子神タモツ）
- ミチコとハッチン（ネイ）

2010年
- スーパーロボット大戦OG -ジ・インスペクター-（ギリアム・イェーガー）

2011年
- 異国迷路のクロワーゼ The Animation（オスカー・クローデル）
- X-MEN（ビースト）
- デジモンクロスウォーズ 〜悪のデスジェネラルと七つの王国〜（アポロモン）
- トリコ（アカシア）
- へうげもの（明智光秀）
- 名探偵コナン ホームズの黙示録（工藤優作）
- 輪るピングドラム（池部のおじさん）

2012年
- しろくまカフェ（ヒグマ）

2013年
- 探検ドリランド -1000年の真宝-（ナレーション、回転師ディグラス、冥界王デスメノス）

2014年
- アオハライド（洸の父親）
- カードファイト!! ヴァンガード レギオンメイト編（ラティの父）
- ヒーローバンク（八神飛鳥）
- みんな集まれ!ファルコム学園（エルディール）
- ワールドトリガー（2014年 - 2016年、レプリカ、空閑有吾、ナレーション） - 2シリーズ

2015年
- ONE PIECE エピソードオブサボ 〜3兄弟の絆 奇跡の再会と受け継がれる意志〜（ドンキホーテ・ドフラミンゴ）

2016年
- サザエさん（2016年 - 2018年、早川の父〈初代〉）
- ジョーカー・ゲーム（ジェフリー・モーガン）
- それいけ!アンパンマン（2016年 - 2024年、チェロヒキーさん〈2代目〉、モオさん、ザーマス・ボンド〈2代目〉）
- 名探偵コナン エピソード“ONE” 小さくなった名探偵（工藤優作）

2017年
- 青の祓魔師 シリーズ（2017年 - 2025年、志摩八百造） - 4シリーズ
- 鬼平（岸井左馬之助）
- ドラゴンボール超（ダモン）

2018年
- カードキャプターさくら クリアカード編（木之本藤隆）
- おそ松さん（木村出代音）
- タイムボカン 逆襲の三悪人（源頼朝）
- ピアノの森（2018年 - 2019年、雨宮洋一郎） - 2シリーズ
- 銀河英雄伝説 Die Neue These 邂逅（ヤン・タイロン）
- ゲゲゲの鬼太郎（第6作）（2018年 - 2020年、蟹坊主、バックベアード）
- バキ（マホメド・アライ）
- 聖闘士星矢 セインティア翔（2018年 - 2019年、獅子座のアイオリア）

2019年
- 名探偵コナン 紅の修学旅行（工藤優作）
- サザエさん（2019年 - 、フグ田マスオ〈3代目〉）
- バビロン（2019年 - 2020年、アレキサンダー・W・ウッド）

2020年
- アサティール 未来の昔ばなし（2020年 - 2024年、アンタラ、アンタラ〈運転手〉、ナーシュ、サフアン） - 2シリーズ

2021年
- ドラゴン、家を買う。（マンティコア）
- デジモンアドベンチャー:（ノヘモン）
- 白い砂のアクアトープ（神里）
- SHAMAN KING（2021年 - 2022年、マタムネ）

2023年
- BLEACH 千年血戦篇-訣別譚-（BG9）
- 逃走中 グレートミッション（2023年 - 2025年、千石城太郎）

2024年
- となりの妖怪さん（西谷和彦）
- キン肉マン 完璧超人始祖編（ナレーション〈タツノリ〉）

### 劇場アニメ
1981年
- 劇場版 宇宙戦士バルディオス（ジャック・オリバー）

1982年
- 戦国魔神ゴーショーグン（キリー・ギャグレー）
- 新・ど根性ガエル ど根性・夢枕（南先生）
- 伝説巨神イデオン 接触篇・発動篇（ジョーダン・ベス）
- FUTURE WAR 198X年（マイケル）
- わが青春のアルカディア

1983年
- うる星やつら オンリー・ユー（門衛A）※田中秀之と誤表記
- 幻魔大戦（アサンシ）
- プロ野球を10倍楽しく見る方法（オオスギ）

1984年
- うる星やつら2 ビューティフル・ドリーマー
- キン肉マン 奪われたチャンピオンベルト（テリーマン）
- キン肉マン 大暴れ!正義超人（テリーマン）
- プロ野球を10倍楽しく見る方法 PART2（オオスギ）
- 未来少年コナン 巨大機ギガントの復活

1985年
- アレイの鏡（ゼロ）
- キン肉マン 正義超人vs古代超人（テリーマン）
- キン肉マン 逆襲!宇宙かくれ超人（テリーマン）
- キン肉マン 晴れ姿!正義超人（テリーマン）
- 戦国魔神ゴーショーグン 時の異邦人（キリー・ギャグレー）
- Dr.スランプ アラレちゃん ほよよ!夢の都メカポリス

1986年
- アリオン（黒の獅子王〈プロメテウス〉）
- キャプテン翼 明日に向って走れ!（ロベルト）
- キャプテン翼 世界大決戦!! Jr.ワールドカップ（ロベルト）
- キン肉マン ニューヨーク危機一髪!（テリーマン）
- キン肉マン 正義超人vs戦士超人（テリーマン）
- 11人いる!（王様）
- ハイスクール!奇面組（事代作吾）
- RUNNING BOY スター・ソルジャーの秘密（高橋名人）

1987年
- 風が吹くとき（ロン）
- 聖闘士星矢 邪神エリス（ナレーション）
- タッチ3 君が通り過ぎたあとに（柏葉英二郎）
- 新メイプルタウン物語 パームタウン編（マルセル）
- バリバリ伝説（グン / 巨摩郡）

1988年
- 魁!!男塾（B.J.ブルース）

1989年
- ファイブスター物語（クローム・バランシェ）

1990年
- CAROL（ライマン・ミュー・ダグラス）
- 天上編 宇宙皇子（苦須里）

1992年
- ドラゴンクエスト ダイの大冒険 起ちあがれ!!アバンの使徒（アバン）

1993年
- お星さまのレール（和彦）
- 銀河英雄伝説 新たなる戦いの序曲（ジャン・ロベール・ラップ）

1994年
- 三国志 完結編・遥かなる大地（馬謖）
- スラムダンク（木暮）
- スラムダンク 全国制覇だ! 桜木花道（木暮）

1995年
- カッタ君物語（翔の父）
- スラムダンク 湘北最大の危機! 燃えろ桜木花道（木暮）
- スラムダンク 吠えろバスケットマン魂!! 花道と流川の熱き夏（木暮公延）

1996年
- X －エックスー（蒼軌征一狼）
- クレヨンしんちゃん ヘンダーランドの大冒険（ジョマ）
- チョッちゃん物語（黒柳守綱）

1999年
- 劇場版 カードキャプターさくら（木之本藤隆）

2000年
- 劇場版 カードキャプターさくら 封印されたカード（木之本藤隆）
- The AURORA 海のオーロラ（渡部マコト）

2001年
- VAMPIRE HUNTER D（D）
- ONE PIECE ねじまき島の冒険（ピンジョーカー）

2002年
- 名探偵コナン ベイカー街の亡霊（工藤優作）

2004年
- 聖闘士星矢 天界編 序奏〜overture〜（獅子座のアイオリア）

2006年
- 銀色の髪のアギト（サクル博士）
- パプリカ（あいつ）

2009年
- よなよなペンギン（チャリーの父親）

2010年
- カラフル（医師）

2016年
- なぜ生きる 蓮如上人と吉崎炎上（法敬房）

2019年
- 映画 爆釣バーハンター 謎のバーコードトライアングル!爆釣れ!神海魚ポセイドン（ウンベルト・ゲーリー）

2020年
- 思い、思われ、ふり、ふられ（由奈の父）

2022年
- RE:cycle of the PENGUINDRUM（池部の叔父） - 前後編

2023年
- 劇場版シティーハンター 天使の涙（槇村秀幸）

2024年
- 名探偵コナン 100万ドルの五稜星（工藤優作）

### OVA
年数不明
- キン肉マン 世紀の大決戦 アイドル超人VS悪魔超人（テリーマン）

1983年
- ダロス（マックス）

1985年
- 軽井沢シンドローム（箕輪貴成）
- GREED（ロングン）
- バビ・ストック I 果てしなき標的（サミィ）
- ホワッツマイケル

1986年
- キン肉マンの交通安全（テリーマン）
- 県立地球防衛軍（炉縁）
- 超獣機神ダンクーガ 失われた者たちへの鎮魂歌（アラン・イゴール）
- バビ・ストック II ザ・リベンジ・オブ アイズマン 愛の鼓動の彼方に（サミィ）
- 仏典物語（釈尊）
- ルーツ・サーチ 食心物体X（サンダー）

1987年
- 真魔神伝 バトルロイヤルハイスクール（斬奸）
- バリバリ伝説（巨摩郡）
- LILY-C.A.T.（ゴット・ウォルト・クー）
- レリックアーマーLEGACIAM（ゼノ・モゼスティ）

1988年
- 銀河英雄伝説（ジャン・ロベール・ラップ）
- 冥王計画ゼオライマー（沖功）
- ワット・ポーとぼくらのお話（オットー）

1989年
- 強殖装甲ガイバー（巻島顎人）
- クレオパトラD.C.（ショーティ）
- 新キャプテン翼（1989年 - 1990年、ロベルト）
- 敵は海賊〜猫たちの饗宴〜（ラウル・ラテル・サトル）
- 爆走サーキット・ロマンTWIN（日野ヒョオ）
- ビックリマン西暦1999ファンタジー他2作品（タンゴ博士）
- 風魔の小次郎（1989年 - 1992年、総帥） - 2作品
- 妖魔（風巳）
- ライディングビーン（ビーン・バンディット）

1990年
- ウルトラマングラフィティ おいでよ!ウルトラの国（ウルトラマン、ニセウルトラマン）
- 天上編 宇宙皇子（苦須里）
- トランスフォーマーZ（ビクトリーセイバー）
- ロードス島戦記（1990年 - 1991年、スレイン）

1991年
- 機動戦士ガンダム0083 STARDUST MEMORY（グリーン・ワイアット）
- 恐怖新聞（中神洋介）
- 硬派銀次郎（平田先生）
- 聖伝-RG VEDA-（阿修羅王）
- 夢枕獏 とわいらいと劇場 深山幻想譚（私）

1992年
- 間の楔（カッツェ）
- イース 天空の神殿〜アドル・クリスティンの冒険（キース）
- おいら女蛮(スケバン)（女蛮角）
- 銀の男（純男）
- 東京BABYLON2（宮武了）

1993年
- アル・カラルの遺産（ハーマー）
- お江戸はねむれない!（青砥藤一郎）
- 仮面ライダーSD（1号）
- 紺碧の艦隊（前原一征）
- のぞみウィッチィズPart 3（沢村）
- BIG WARS 神撃つ朱き荒野に（亜空歓喜）
- 妖世紀水滸伝（オーエン神父）

1994年
- 幽幻怪社（マスター）

1995年
- アミテージ・ザ・サード（ユージン・H・アレン）

1997年
- 旭日の艦隊（ナレーション）
- レイアース（ナレーション、レクサス）

1998年
- 沈黙の艦隊（ノーマン・キング・ベイツ）

1999年
- 青山剛昌短編集 さまよえる赤い蝶（工藤優作）
- 青山剛昌短編集2 夜空に飛び立つ10個の惑星（工藤優作）
- 銀河英雄伝説外伝 螺旋迷宮（ジャン・ロベール・ラップ）
- ハーロックサーガ　ニーベルングの指環 ラインの黄金（ロック・リン）

2000年
- アンジェリーク（闇の守護聖クラヴィス）

2002年
- 聖闘士星矢 冥王ハーデス十二宮編（アイオリア）

2003年
- 新・北斗の拳（トキ）

2004年
- 天空断罪スケルターヘブン（三嶋博昭）

2005年
- スーパーロボット大戦ORIGINAL GENERATION THE ANIMATION（ギリアム・イェーガー）
- 聖闘士星矢 冥王ハーデス冥界編（ナレーション、アイオリア）

2008年
- 聖闘士星矢 冥王ハーデスエリシオン編（アイオリア、ナレーション）
- 名探偵コナン MAGIC FILE2 工藤新一 謎の壁と黒ラブ事件（工藤優作）
- METAL GEAR SOLID 2 BANDE DESSINEE（ハル・エメリッヒ）

2010年
- テイルズ オブ シンフォニア THE ANIMATION（2010年 - 2012年、ユグドラシル） - 2シリーズ

2011年
- SUPERNATURAL: THE ANIMATION（エヴァン）
- ボトムズファインダー（レッシング）

2019年
- ゴールデンカムイ（仲沢達弥） - コミックス第19巻アニメDVD同梱版

2022年
- 女の園の星（ナレーション） - 単行本第3巻Blu-ray Disc付き特装版

### Webアニメ
2001年
- ブラック・ジャック（ドクター・キリコ）

2006年
- Xenosaga II to III a missing year〜U.M.N.に封印されし真実の断片〜（ジン・ウヅキ）

2015年
- 聖闘士星矢 黄金魂 -soul of gold-（獅子座 アイオリア、ナレーション）
- ニンジャスレイヤー フロムアニメイシヨン（モーターヤブ、モータードクロ）

2019年
- ULTRAMAN（2019年 - 2023年、早田進） - 3シリーズ
- 聖闘士星矢: Knights of the Zodiac（獅子座のアイオリア、ナレーター）

2020年
- バキ（マホメド・アライ）

2023年
- 悪魔くん（塔婆山）
- PLUTO（ブラウ1589）

### ゲーム
1991年
- アーネスト・エバンス（アル・カポネ）
- 天使の詩（ジト）

1992年
- フォゴットンワールド（超戦士1P）※PCエンジン版
- 夢幻戦士ヴァリス（風邪アイザード）
- ロードス島戦記（スレイン）※PCエンジン版

1993年
- Aランクサンダー 誕生編（ファイブ）［MEGA-CD］
- 聖魔伝説3×3EYES（ジェイク・マクドナルド）

1994年
- エメラルドドラゴン（ワラムル）※PCエンジン版
- ポリスノーツ（ジョナサン・イングラム）
- ロードス島戦記 英雄戦争（スレイン）
- ロードス島戦記II（スレイン、プーリー）
- 聖戦士伝承・雀卓の騎士（ガルス＝フィアー）

1995年
- 聖夜物語（マクガイア）
- レニーブラスター（矢来藤朗）

1996年
- ストーンウォーカーズ（ランドルフ・アンバー）
- 第4次スーパーロボット大戦S（キリー・ギャグレー、ギリアム・イェーガー）

1997年
- VIRUS（ジル神父）
- エルフィンパラダイス（立川宏）
- 幻世虚構 精霊機導弾 ELEMENTAL GEARBOLT（イアル）
- ティルク 〜青い海から来た少女〜（ナレーション）
- ブシドーブレード（サザンカ）
- マリア 君たちが生まれた理由（ニコライ・レヴィ、筒井純一郎）
- 毛利元就 誓いの三矢（毛利元就）

1998年
- スーパーロボット大戦F 完結編（ジョーダン・ベス、キリー・ギャグレー、アラン・イゴール、ギリアム・イェーガー）
- ゼノギアス（シタン）
- FAVORITE DEAR（ラッシュ）
- METAL GEAR SOLID（オタコン〈ハル・エメリッヒ〉）

1999年
- SDガンダム GGENERATION シリーズ（1999年 - 2016年、グリーン・ワイアット） - 4作品
- スーパーロボット大戦コンプリートボックス（キリー・ギャグレー）
- ミスタードリラー（ホリンガーZ、マンホール博士、砂漠の民）

2000年
- アンジェリーク トロワ（闇の守護聖クラヴィス）
- さらば宇宙戦艦ヤマト 愛の戦士たち（島大介）
- スーパーロボット大戦α（アラン・イゴール）
- 熱闘ゴルフ（スコッティー）

2001年
- 決戦II（張遼、魯粛）
- シャドウハーツ（日向甚八郎）
- スーパーロボット大戦α for Dreamcast（アラン・イゴール）
- 松本零士999 〜Story of Galaxy Express 999〜（シェイド卿）
- METAL GEAR SOLID 2 SONS OF LIBERTY（オタコン〈ハル・エメリッヒ〉）

2002年
- Only you－リベルクルス－（タイガージョー、魔神勇一）
- キン肉マンII世 新世代超人VS伝説超人（テリーマン）
- スター・ウォーズ ローグ スコードロン II（C-3PO）
- ゼノサーガ エピソードI［力への意志］（ジン・ウヅキ）
- ボクは小さい（パパ）

2003年
- アンジェリーク エトワール（闇の守護聖クラヴィス）
- 機動戦士ガンダム めぐりあい宇宙（グリーン・ワイアット）
- 激闘プロ野球 水島新司オールスターズVSプロ野球（山田太郎〈ドカベン〉）
- シャーマンキング ソウルファイト（マタムネ）
- スター・ウォーズ ローグ スコードロン III（C-3PO）
- 第2次スーパーロボット大戦α（キリー・ギャグレー）
- 探偵学園Q 奇翁館の殺意（団守彦）
- テイルズ オブ シンフォニア（ユグドラシル）
- 勝負師伝説 哲也2 玄人頂上決戦（忌田）

2004年
- 宇宙戦艦ヤマト イスカンダルへの追憶（島大介）
- エースコンバット5（ビンセント・ハーリング）
- キン肉マン ジェネレーションズ（テリーマン、二代目キン肉マングレート）
- シャーマンキング ふんばりスピリッツ（マタムネ）
- シャドウハーツII（日向甚八郎）
- スーパーロボット大戦MX（沖功）
- スーパーロボット大戦GC（アラン・イゴール）
- ゼノサーガ エピソードII［善悪の彼岸］（ジン・ウヅキ）
- ゼノサーガ フリークス（ジン・ウヅキ）
- デジモンバトルクロニクル（オメガモン）
- ラクガキ王国2 魔王城の戦い（家庭教師）

2005年
- 宇宙戦艦ヤマト 暗黒星団帝国の逆襲（島大介）
- 宇宙戦艦ヤマト 二重銀河の崩壊（島大介）
- 魁!!男塾（大豪院邪鬼）
- シャイニング・フォース ネオ（ガイア）
- スーパーロボット大戦MX ポータブル（沖功）
- 聖闘士星矢 聖域十二宮編（アイオリア、ナレーション）
- 第3次スーパーロボット大戦α 終焉の銀河へ（ジョーダン・ベス、キリー・ギャグレー、アラン・イゴール）
- テイルズ オブ ザ ワールド なりきりダンジョン3
- 亡国のイージス2035 〜ウォーシップガンナー〜（宮津直基）
- METAL GEAR SOLID 3 SUBSISTENCE EXISTENCE（ナレーション）
- ONE PIECE パイレーツカーニバル（ドンキホーテ・ドフラミンゴ）

2006年
- 英雄伝説 空の軌跡SC（ゲオルグ・ワイスマン）
- エースコンバット・ゼロ（ライナー・アルトマン）
- 乙女的恋革命★ラブレボ!!（ローラン）
- キャプテン翼（ロベルト）※PlayStation 2版
- キン肉マン マッスルグランプリ（テリーマン）
- キン肉マン マッスルグランプリMAX（テリーマン、スプリングマン、プラネットマン）
- キン肉マン マッスルジェネレーションズ（テリーマン、二代目キン肉マングレート）
- ジョジョの奇妙な冒険 ファントムブラッド（ジョナサン・ジョースター）
- スーパーロボット大戦XO（アラン・イゴール）
- ゼノサーガI・II（ジン・ウヅキ）
- ゼノサーガ エピソードIII［ツァラトゥストラはかく語りき］（ジン・ウヅキ）

2007年
- 英雄伝説 空の軌跡 the 3rd（ゲオルグ・ワイスマン）
- キン肉マン マッスルグランプリ2（テリーマン、スプリングマン、プラネットマン）
- スーパーロボット大戦OG ORIGINAL GENERATIONS（ギリアム・イェーガー）
- スーパーロボット大戦OG外伝（ギリアム・イェーガー）
- 聖闘士星矢 冥王ハーデス十二宮編（アイオリア、ナレーション）
- BLEACH〜ヒート・ザ・ソウル4〜（シャウロン・クーファン）

2008年
- キン肉マン マッスルグランプリ2 特盛（テリーマン、スプリングマン、プラネットマン）
- クレヨンしんちゃん 嵐を呼ぶ シネマランド カチンコガチンコ大活劇!
- スーパーロボット大戦Z（ジャック・オリバー）
- 大乱闘スマッシュブラザーズX（ハル・エメリッヒ）
- テイルズ オブ ハーツ（テクタ・ド・レ）
- プロゴルファー猿（ドラゴン）
- METAL GEAR SOLID 4 GUNS OF THE PATRIOTS（オタコン〈ハル・エメリッヒ〉、ジョナサン）

2009年
- Another Time Another Leaf 鏡の中の探偵（秋月透也）
- スーパーロボット大戦NEO（キリー・ギャグレー）
- ラブプラス（教師）
- ONE PIECE アンリミテッドクルーズ エピソード2 -目覚める勇者-（ドンキホーテ・ドフラミンゴ）

2010年
- アルトネリコ3 世界終焉の引鉄は少女の詩が弾く（ラファエーレ）
- METAL GEAR SOLID PEACE WALKER（ヒューイ）
- 龍が如く4 伝説を継ぐもの（久井聡）
- ONE PIECE ギガントバトル!（ドンキホーテ・ドフラミンゴ）
- ONE PIECE ワンピーベリーマッチW（ドンキホーテ・ドフラミンゴ）

2011年
- 機動戦士ガンダム 新ギレンの野望（グリーン・ワイアット）
- 死神と少女（臥待春夫）
- 聖闘士星矢戦記（アイオリア、ナレーション）
- 戦場のヴァルキュリア3 -Unrecorded Chronicles-（ジェンナーロ・ボルジア）
- 第2次スーパーロボット大戦Z 破界篇（ジャック・オリバー、アラン・イゴール）
- テイルズ オブ ザ ワールド レディアント マイソロジー3（ユグドラシル）
- ONE PIECE アンリミテッドクルーズ スペシャル（ドンキホーテ・ドフラミンゴ）
- ONE PIECE ギガントバトル! 2 新世界（ドンキホーテ・ドフラミンゴ）

2012年
- イース セルセタの樹海（エルディール）
- 真・北斗無双（リュウケン、ナレーション）
- スーパーロボット大戦OGサーガ 魔装機神 THE LORD OF ELEMENTAL（ゴジョー、ゼオルート・ザン・ゼノサキス）
- スーパーロボット大戦OGサーガ 魔装機神II REVELATION OF EVIL GOD（ゴジョー、ゼオルート・ザン・ゼノサキス）
- 第2次スーパーロボット大戦Z 再世篇（ジャック・オリバー、アラン・イゴール）
- NEWラブプラス（高嶺仁）

2013年
- 真・三國無双7（韓当）
- 真・三國無双7 猛将伝（韓当）
- スーパーロボット大戦OG INFINITE BATTLE（ギリアム・イェーガー）
- スーパーロボット大戦OGサーガ 魔装機神III PRIDE OF JUSTICE（ゴジョー）
- スーパーロボット大戦Operation Extend（キリー・ギャグレー、アラン・イゴール）
- 聖闘士星矢 ブレイブ・ソルジャーズ（アイオリア、ナレーション）
- テイルズ オブ シンフォニア ユニゾナントパック（ユグドラシル）
- テイルズ オブ ハーツ R（テクタ・ド・レ）
- トゥームレイダー（コンラッド・ロス）

2014年
- クレヨンしんちゃん 嵐を呼ぶ カスカベ映画スターズ!（ジョマ）
- 魁!!男塾 〜日本よ、これが男である!〜（大豪院邪鬼）
- シャイニング・レゾナンス（アルベール王）
- 真・三國無双7 Empires（韓当）
- スーパーロボット大戦OGサーガ 魔装機神F COFFIN OF THE END（ゴジョー）
- ヒーローバンク2（八神飛鳥）
- METAL GEAR SOLID V: GROUND ZEROES（ヒューイ）
- ONE PIECE アンリミテッドワールド レッド（ドンキホーテ・ドフラミンゴ）
- ONE PIECE 超グランドバトル! X（ドンキホーテ・ドフラミンゴ）
- ONE PIECE ワンピースキングス（ドンキホーテ・ドフラミンゴ）

2015年
- アンジェリーク ルトゥール（闇の守護聖クラヴィス）
- 英雄伝説 空の軌跡 FC Evolution（アルバ教授）
- 聖闘士星矢 ソルジャーズ・ソウル（アイオリア、ナレーション）
- ゼノブレイドクロス（アバターボイス〈古武士〉）
- ポポロクロイス牧場物語（サボー）
- METAL GEAR SOLID V: THE PHANTOM PAIN（エメリッヒ〈ヒューイ〉）
- ワンピース 海賊無双3 / 4（2015年 - 2020年、ドンキホーテ・ドフラミンゴ） - 2作品

2016年
- モンスターストライク（2016年 - 2022年、獅子座のアイオリア、レプリカ、ドンキホーテ・ドフラミンゴ）
- スーパーロボット大戦OG ムーン・デュエラーズ（ギリアム・イェーガー）
- ワールド オブ ファイナルファンタジー（セグリワデス）
- ONE PIECE トレジャークルーズ（ドンキホーテ・ドフラミンゴ）

2017年
- 蒼き革命のヴァルキュリア（クリスティアーノ・アウグスタ・ア・ユトランド）
- キャプテン翼 〜たたかえドリームチーム〜（ロベルト・本郷）
- アナザーエデン 時空を超える猫（ジルバー）

2018年
- スーパーロボット大戦X-Ω（アラン・イゴール）
- 真・三國無双8（韓当）
- スーパーロボット大戦X（魔獣エンデ）
- うたわれるもの斬 / 2（2018年 - 2021年、ナレーション） - 2作品
- 無双OROCHI 3（韓当）
- アサシン クリード オデッセイ（ヘロドトス）
- 大乱闘スマッシュブラザーズ SPECIAL（ハル・エメリッヒ）

2019年
- スーパーロボット大戦T（魔獣エンデ / 鉄魔獣ネバンエンデ） - DLC追加キャラクター
- カードキャプターさくら ハピネスメモリーズ（木之本藤隆）

2020年
- 聖闘士星矢 ライジングコスモ（獅子座 アイオリア）

2021年
- ラクガキ キングダム（レイモンド・ホープ）
- ブレイブリーデフォルトII（スローン）
- 二ノ国Cross Worlds（ネイトラム）
- スーパーロボット大戦30（ギリアム・イェーガー）
- 真・三國無双8 Empires（韓当）
- METALLIC CHILD（ローカス）
- 金色のコルダ スターライトオーケストラ（乃木一徳）

2022年
- TRANSFORMERS ALLIANCE（スターセイバー、ロングハウル）
- テイルズ オブ ザ レイズ（ユグドラシル）
- モンスターストライク（ドンキホーテ・ドフラミンゴ）
- パズル&ドラゴンズ（ドンキホーテ・ドフラミンゴ）
- ポーカーチェイス（赤木しげる）
- 共闘ことばRPG コトダマン（レプリカ）

2023年
- ONE PIECE ODYSSEY（ドンキホーテ・ドフラミンゴ）
- ポコロンダンジョンズ（獅子座のアイオリア）
- 英傑大戦（マタムネ）
- SUSHI BEN（春瀬幸平）

2024年
- 銀河英雄伝説 Die Neue Saga（ヤン・タイロン）
- ドラゴンクエストX 未来への扉とまどろみの少女 オンライン（創失を招くもの）

2025年
- 真・三國無双 ORIGINS（韓当）
- BLEACH Rebirth of Souls（シャウロン・クーファン）

### ドラマCD
- 青の騎士ベルゼルガ物語（第1 - 2巻、『K'』）（ケイン・マクドガル）※カセットブック
- 蒼のマハラジャ（リチャード）
- アルスラーン戦記6 - 7（ダリューン）
- アンジェリークシリーズ（闇の守護聖クラヴィス）※塩沢兼人の後任
- インターネットパイロットドラマ・アイデアスパイ2.5大作戦（ナレーター）
- インフェリウス惑星戦史外伝 CONDITION GREEN（マーチン・ペイトン）
- 宇宙皇子10 愛、はてしなき飛翔（葛城王）※カセットブック
- ヴァーチャルサウンドムービー 沈黙の艦隊（南波栄一）
- 雨柳堂夢咄（皇月）
- 英雄伝説 空の軌跡 ドラマCDシリーズ（ゲオルグ・ワイスマン）
  - 〜去り行く決意〜（アルバ教授 ※ワイスマンの偽名）
  - 〜繋がる絆〜
  - ヨシュア物語 〜封じられた記憶〜
  - 〜ウロボロス・レポート〜
- オジサマ専科 Vol.3 Restore the Bistro〜お嬢様奮闘記〜（秋月総一郎）
- おじさまファクトリー Vol.1 〜3つのアラベスク〜（天野雄一）
- オリジナル・ストーリーゲームCD 地層階級王国（皇帝ルシファー）
- カードキャプターさくら（木之本藤隆）
- 冬馬由美原作 『風色の組曲』 第二楽章「春の歌」「仔象の行進」「大地の歌」（天地王遥）
- 風の大陸 CDシネマ2 邂逅編 下（ラティム）
- 風光る（山南敬助）
- カドカワカセットブック マヴァール年代記（ナレーション）
- GUN SMITH CATS VOL.2 GROWIMG UP!（ビーン・バンディット）
- 金田一少年の事件簿 死神病院殺人事件（聖正智明）
- クラッシャーズ Knight&Ranシリーズ（ビショップ / 白鷺黎一）
- Sound Drama Fate/EXTRA（セイヴァー）
- CDドラマコレクションズ 三國志シリーズ（張遼文遠、第二部ナレーション）
- GファンタジーコミックCDコレクション ファイアーエムブレム 暗黒竜と光の剣（マチス）
- シャーマンキング『恐山・ル・ヴォワール前編/後編』（ネコマタのマタムネ）
- 集英社カセットコミックシリーズ 魁!!男塾 天挑五輪大武會編（大豪院邪鬼）※カセットブック
- 集英社カセットコミックシリーズ 聖闘士星矢 黄金十二宮〈前編〉（アイオリア）
- シュラキ（蛟龍和徳）
- 神曲奏界ポリフォニカ エイフォニック・ソングバード（ナレーション[170]）
- 新撰組異聞 蒼き狼たちの神話1「天道」（山南敬助、奥野伝十郎）
- 真・女神転生 STRANGE JOURNEY（アーサー）
- 天使禁猟区（ザフィケル）
- ドラゴンランス戦記（タニス）※カセットブック
- ドラマCDゼノサーガOUTER FILE Vol.2（ジン・ウヅキ）
- 永田町一丁目七番地（岸祥史）
- 人間倶楽部（龍）
- 速水奨プロデュースCD 男子高校生タイムトラベラーシリーズ Shuffle 〜時を紡ぐ勇者たち〜 vol.4 『赤穂義士 忠臣蔵編』（大石内蔵助）
- 縛恋（森島明人）
- HELLO!! DOCTOR（槇村龍二）
- 吸血鬼ハンター D-妖殺行（マイエルリンク）
- 棺担ぎのクロ。〜懐中旅話〜（ナレーション）
- 腐敗の帝王 揚羽蝶の烙印（腐敗の帝王マレウス・マレフィカルム）
- FLESH&BLOOD（メディナ・シドーニア）
- 炎の蜃気楼 CDブック
  - この夜に、翼を（北条氏照）
  - 鷲よ、誰がために翔ぶ（橘照弘）
- MIND SCREEN〜HEAVEN〜 マインド・スクリーン（佐川真一）
- 摩利と新吾（ナレーション）※イメージアルバム
- Missing 呼び声の物語（芳賀幹比古）
- 夜叉鬼想伝（陽光帝）
- 妖魔の封印シリーズ（ドリアス）
  - ドラマCD 妖魔の封印 第1巻 〜双眼の奇跡の章〜
  - ドラマCD 妖魔の封印 第2巻 〜転生・光と闇の章〜
  - ドラマCD 妖魔の封印 第3巻 〜永遠の愛の章〜

### ボイスドラマ
- 燈の守り人〜幻想夜話〜（2022年、金華山灯台[171][172]）
- 『ライドカメンズ』ボイスドラマ「エピソードゼロ」（2024年、先代エージェント[173]）

### 吹き替え

#### 担当俳優
キーファー・サザーランド
- フラッシュバック（ジョン・バックナー）※ビデオ版
- ヤングガン2（ドク・スカーロック）※ビデオ版
- レネゲイズ（バスター）※ビデオ版

ケヴィン・スペイシー
- L.A.コンフィデンシャル（ジャック・ヴィンセンス）※ソフト版
- セブン（ジョン・ドゥ）※テレビ朝日版
- ユージュアル・サスペクツ（ヴァーバル・キント）※テレビ東京版
- ラスベガスをぶっつぶせ（ミッキー・ローザ教授）

ピアース・ブロスナン
- アウト・ロー 〜ギリ義理ファミリー〜（ビリー・マクダーモット）
- おとなのワケあり恋愛講座（リチャード）
- クーデター（ハモンド）
- サイバー・リベンジャー（マイク・リーガン）
- ザ・シンプソンズ シーズン13、第1話「ハロウィン・スペシャルXII〜呪われた一家〜：Treehouse of Horror XII」（ピアース・ブロスナン本人）
- サバイバー（時計屋）
- ザ・フォーリナー/復讐者（リアム・ヘネシー）
- スパイ・レジェンド（ピーター・デヴェロー）※予告編ナレーションも担当
- ダイヤモンド・イン・パラダイス（マックス・バデット）※テレビ東京版
- 007シリーズ（ジェームズ・ボンド）※テレビ朝日版
  - 007 ゴールデンアイ
  - 007 トゥモロー・ネバー・ダイ
  - 007 ワールド・イズ・ノット・イナフ
  - 007 ダイ・アナザー・デイ

- ダンテズ・ピーク（ハリー・ドルトン）※テレビ朝日版
- トーマス・クラウン・アフェアー（トーマス・クラウン）※フジテレビ版
- 長く熱い週末（最初のアイルランド人）
- バーチャル・ウォーズ（ローレンス・アンジェロ博士）
- ブラックアダム（ケント・ネルソン / ドクター・フェイト）
- マンマ・ミーア!（サム）
  - マンマ・ミーア! ヒア・ウィー・ゴー

- 木曜殺人クラブ（ロン・リッチー）
- モブランド（コンラッド・ハリガン）
- ユーロビジョン歌合戦 〜ファイア・サーガ物語〜（エリック・エリックスソン）

マイケル・ビーン
- アステロイド/最終衝撃（ジャック・ワラック長官）※テレビ朝日版
- エイリアン2（ドゥウェイン・ヒックス）※テレビ朝日版、テレビ朝日版特別編（両版共に日本語吹替完全版Blu-rayBOX収録）
- スコーピオン・キング4（王ヤニック）
- ターミネーター（カイル・リース）※テレビ朝日版（日本語吹替完全版コレクターズブルーレイボックス収録）
- ドラゴン・スクワッド（ペトロス・アンジェロ）
- ネイビー・シールズ（ジェームズ・カラン）※テレビ朝日版

レイ・リオッタ
- きみがくれた未来（フロリオ・フェランテ）
- ダンボドロップ大作戦（ドイル大尉）
- 不法侵入（ピート・デイヴィス）※ソフト版

#### 映画（吹き替え）
- 悪魔のいけにえ（カーク〈ウィリアム・ヴェイル〉）※東京12チャンネル版
- アストロノーツ（ニール・アームストロング〈ジェフリー・ノードリング〉）
- アトミック・トレイン（ジョン・シーガー〈ロブ・ロウ〉）※テレビ朝日版
- アナライズ・ミー（ベン・ソベル医師〈ビリー・クリスタル〉）※ソフト版
- アメリカを震撼させた夜（ステファン〈クリフ・デ・ヤング〉）
- アメリカン・グラフィティ（スティーヴ・ボランダー〈ロン・ハワード〉）※TBS版
- アラスカ/小さな冒険者たち（ジェイク・バーンズ〈ダーク・ベネディクト〉）
- アラバマ物語（アティカス・フィンチ〈グレゴリー・ペック〉）※BD版
- アンナと王様（モンクット王〈チョウ・ユンファ〉）※テレビ東京版
- 愛しのロクサーヌ（クリス〈リック・ロソヴィッチ〉）※機内上映版
- イナゴの日（トッド・ハケット〈ウィリアム・アザートン〉）
- インファナル・アフェア 無間序曲（ハウ・クワン〈フランシス・ン〉）※テレビ東京版
- ウエスト・サイド物語（アイス〈タッカー・スミス〉）※TBS新録版
- 浮気なシナリオ（ガイ・ジョーンズ〈ジェレミー・アイアンズ〉）
- エクスタミネーター（ベトコン・リーダー〈ジョージ・チェン〉）※フジテレビ版（ソフト収録）
- XYZマーダーズ（ヴィック〈リード・バーニー〉）
- エメラルド大作戦（ジョセフ・ワイリー〈ライアン・オニール〉）
- 狼男アメリカン（デヴィッド・ケスラー〈デヴィッド・ノートン（英語版）〉）
- 課外教授（学生ポンス〈ジョン・デヴィッド・カーソン〉）
- カサンドラ・クロス（トム〈レイ・ラブロック〉）※日本テレビ版
- カフス!（ブラッド・カフス〈ブルース・ボックスライトナー〉）
- 仮面の男（アラミス〈ジェレミー・アイアンズ〉）
- カリフォルニア・ドリーミング（T・T〈デニス・クリストファー〉）
- カリブの嵐（フォリー少佐〈ボー・ブリッジス〉）※フジテレビ版
- 恐怖の岬（サム・ボーデン〈グレゴリー・ペック〉）※BD版
- キリング・フィールド（ジョン・スウェイン〈ジュリアン・サンズ〉）
- クイック&デッド（コート牧師〈ラッセル・クロウ〉）※テレビ朝日版
- グランドゼロ（ハーヴィ・デントン〈コリン・フリールズ〉）
- グリーン・カード（ジョージ・フォレー〈ジェラール・ドパルデュー〉）
- クリエイター（ボリス・ラフキン〈ヴィンセント・スパーノ〉）※ビデオ版
- 黒い稲妻（ハーバート・ターナー〈ディトマール・シェーンハー〉）※TBS版
- ゲッタウェイ（フランク・ジャクスン〈ボー・ホプキンス〉）※テレビ朝日旧録版
- ゲット スマート（クリスティック〈デヴィッド・S・リー〉）※テレビ朝日版
- 恋人たちの予感（ジェス〈ブルーノ・カービー〉）※日本テレビ版
- 恋人はパパ/ひと夏の恋（アンドレ〈ジェラール・ドパルデュー〉）
- 地上より永遠に（プルーイット〈モンゴメリー・クリフト〉）※テレビ朝日版（正規版DVD収録）
- 13デイズ（ロバート・マクナマラ〈ディラン・ベイカー〉）※テレビ朝日版
- 再会の時（サム・ウェバー〈トム・ベレンジャー〉）
- 最高のルームメイト（マイケル〈D・B・スウィーニー〉）
- ザ・ウォッチャー（ジョエル・キャンベル〈ジェームズ・スペイダー〉）※テレビ東京版
- サウンド・オブ・ミュージック（ロルフ）※ソフト版
- サタデー・ナイト・フィーバー（ジョーイ〈ジョセフ・カリ〉）※テレビ朝日版
- 殺人魚フライングキラー（タイラー〈スティーヴ・マラチャック〉）※テレビ朝日版
- 史上最大の作戦（第1歩兵師団第2レンジャー大隊隊員〈ジョージ・シーガル〉）※日本テレビ版
- シティーハンター THE MOVIE 史上最香のミッション（トニー・マルコーニ〈ラファエル・ペルソナ〉[178]）
- シノーラ ※日本テレビ版（DVD収録）
- シェナンドー河（サム〈ダグ・マクルーア〉）※テレビ東京版
- ジャッカル（デクラン・マルクィーン〈リチャード・ギア〉）※ソフト版
- シャドウ・オブ・ヴァンパイア（F・W・ムルナウ〈ジョン・マルコヴィッチ〉）
- 13日の金曜日 PART2（マーク〈トム・マクブライド〉）※日本テレビ版
- ジョーズ2 ※日本テレビ版（BD収録）
- ジョー、満月の島へ行く（ジョー・バンクス〈トム・ハンクス〉）
- 死霊のはらわたIII/キャプテン・スーパーマーケット（アッシュ〈ブルース・キャンベル〉）
- シンドラーのリスト（アーモン・ゲート〈レイフ・ファインズ〉）
- スターリングラード（ハンス・フォン・ウィッツランド少尉〈トーマス・クレッチマン〉）
- ストリートファイター（ウィリアム・ガイル大佐〈ジャン＝クロード・ヴァン・ダム〉）※テレビ朝日版
- スニーカーズ（ホイッスラー〈デヴィッド・ストラザーン〉）※日本テレビ版
- 007 消されたライセンス（ジェームズ・ボンド〈ティモシー・ダルトン〉）※ビデオ版
- チャトズ・ランド（アール〈リチャード・ジョーダン〉）
- テキーラ・サンライズ（ニック・フレシア捜査官〈カート・ラッセル〉）※ソフト版
- 天地創造（アベル〈フランコ・ネロ〉）※日本テレビ版（ソフト収録）
- 逃走迷路（バリー・ケイン〈ロバート・カミングス〉）※日本テレビ版
- ドクター・モローの島（アンドリュー・ブラドック〈マイケル・ヨーク〉）※日本テレビ版1
- トム・クルーズ/栄光の彼方に（ブライアン〈クリス・ペン〉）※日本テレビ版（BD収録）
- ドム・ヘミングウェイ（ディッキー〈リチャード・E・グラント〉）
- ドラゴンカンフー水晶拳（若旦那）
- ドラゴンへの道（トニー〈トニー・リュウ〉）
- 長く熱い週末（ハリス）
- ネバーエンディング・ストーリー3（ファルコン）※ソフト版
- バーニング（トッド〈ブライアン・マシューズ〉）※フジテレビ版（ソフト収録）
- バイオハザードII アポカリプス（ティモシー・ケイン〈トーマス・クレッチマン〉）※ソフト版
- 初体験/リッジモント・ハイ（マイク・ダモン〈ロバート・ロマナス〉）
- ハロウィン（ボブ・シムズ〈ジョン・マイケル・グレアム〉）※TBS版（ソフト収録）
- ハンガー（トム・ヘイヴァー〈クリフ・デ・ヤング〉）
- バンガー・シスターズ（ハリー〈ジェフリー・ラッシュ〉）※ソフト版
- ビジネス・ウォーズ（ダン・トランクマン〈ヴィンス・ヴォーン〉）
- ヒドゥン（トム・ベック刑事〈マイケル・ヌーリー〉）※テレビ朝日版、WOWOW放映時の追加録音版にも参加
- ピラミッド（ポール〈パトリック・ドルーリー〉）
- ファントム・スレッド（レイノルズ・ウッドコック〈ダニエル・デイ＝ルイス〉）
- フィラデルフィア（アンドリュー・ベケット弁護士〈トム・ハンクス〉）
- フィレンツェ、メディチ家の至宝 ウフィツィ美術館（ロレンツォ・デ・メディチ〈サイモン・メレルズ〉）
- ひまわり (1970年の映画) ※TBS版
- プランケット城への招待状（ジャック・クロフォード〈スティーヴ・グッテンバーグ〉）
- ブロードウェイと銃弾（デヴィッド・シェーン〈ジョン・キューザック〉）
- ペーパーチェイス（オコナー）
- ボディヒート/3人目の美少女（アイバン）
- 炎のランナー（エリック・リデル〈イアン・チャールソン〉）※TBS版
- ポルターガイスト（マーティ〈マーティ・カセロ〉）※フジテレビ版
- マーベル・シネマティック・ユニバース（アレクサンダー・ピアース〈ロバート・レッドフォード〉）
  - キャプテン・アメリカ/ウィンター・ソルジャー
  - アベンジャーズ/エンドゲーム[179]
- マルコヴィッチの穴（クレイグ・シュワルツ〈ジョン・キューザック〉）
- 密殺集団（スティーヴン・R・ハーディン判事〈マイケル・ダグラス〉）※テレビ版（DVD収録）
- ミッドウェイ（トム・ガース〈エドワード・アルバート〉）※テレビ朝日版
- メロディ・タイム（ナレーター）
- モンスター・イン・ザ・クローゼット／暗闇の悪魔（クラーク）
- モンタージュ/証拠死体（ジョニー・スカルディーノ〈ピーター・ギャラガー〉）
- ヤング・シャーロック/ピラミッドの謎（レイス教授〈アンソニー・ヒギンズ〉）※テレビ朝日版
- 幽幻道士（親方）
- リトル・ブッダ（ディーン・コンラッド〈クリス・アイザック〉）
- レジョネア 戦場の狼たち（マッキントッシュ〈ニコラス・ファレル〉）※テレビ東京版
- ローゼンクランツとギルデンスターンは死んだ（ハムレット〈イアン・グレン〉）

#### ドラマ
- IRIS-アイリス-（チョ・ミョンホ〈イ・ジョンギル〉）
- アメリカン・ヒーロー #7（パーマー・ブラッドショー〈ダンカン・レガー〉）
- アルフ（ニール・タナー）
- インディ・ジョーンズ/若き日の大冒険（ブロッサール）
- NCIS 〜ネイビー犯罪捜査班 シーズン1、2（リロイ・ジェスロ・ギブス〈マーク・ハーモン〉）※パラマウントDVD版
- エレメンタリー2 ホームズ&ワトソン in NY #1（ホプキンズ警部〈ティム・マクマラン〉）
- キャプテンパワー（キャプテン・ジョナサン・パワー〈ティム・ダニガン〉）
- 恐竜家族（アンセル）
- ケインとアベル（リチャード・ケイン）
- 恋と疑惑の果てに（ネルソン・グレイ少佐〈サム・シェパード〉）
- こちらブルームーン探偵社
  - シーズン1 #2（フレマー〈ティム・ロビンス〉）
  - シーズン3（サム・クロフォード〈マーク・ハーモン〉）
- 三国志演義（劉備玄徳〈孫彦軍〉）※NHK-BS2版
- 三国志 赤壁の戦い レッド・クリフのすべて（諸葛孔明）※再編集DVD版
- 私立探偵マグナム シーズン1 #8（スティーヴ）
- 白バイ野郎ジョン&パンチ　シーズン1〜5（ジョン・ベイカー〈ラリー・ウィルコックス〉[180]）
- 新スタートレック（レジナルド・バークレー〈ドワイト・シュルツ〉）
- 心理探偵フィッツ シーズン3 #1（ダニー〈クライヴ・ラッセル〉）
- デスパレートな妻たち（オーソン・ホッジ〈カイル・マクラクラン〉）
- 特捜刑事マイアミ・バイス
  - シーズン1 #2（ジミー）
  - シーズン3 #5（ラミレス）
- 特攻野郎Aチーム　シーズン1 #1（テンプルトン・アーサー・ペック中尉〈ティム・ダニガン〉）※パイロット版のみ
- 南海のテリー（テリー）
- PERSON of INTEREST 犯罪予知ユニット（アリステア・ウェズリー〈ジュリアン・サンズ〉）
- 美女ドリアン・グレイの秘密（スチュアート〈ジョセフ・ボトムズ〉）
- フェーム/青春の旅立ち（リロイ・ジョンソン）
- 香港カンフー・ドラゴン少林寺
- 名探偵ポワロ ※NHK版
  - 「雲をつかむ死」（ノーマン・ゲイル）
  - 「負け犬」（ハンフリー・ネイラー）
  - 「杉の柩」（ドクター・ロード）
- ヤングライダーズ シーズン1 #16（エヴァン・クランドール〈クリフ・デ・ヤング〉）
- ロス警察特捜隊 Strike Force（ポール・ストロバー巡査部長〈ドリアン・ヘアウッド〉）

#### アニメ
- スーパーマン新冒険（1971年）
- スパイダーマン（1981年、スパイダーマン / ピーター・パーカー）※ローカル局版
- アニメ・ザ・ビートルズ（1986年 - 1987年、ジョージ・ハリスン）
- スター・ウォーズ ドロイドの大冒険（1987年、C-3PO）※VHS版
- ミッキーの王子と少年（1994年、王子）
- ヘヴィメタル FAKK2（2001年、タイラー）
- ピーター・パン2 ネバーランドの秘密（2002年、ナレーション）
- ファイアボール チャーミング（2011年、ポプリ[181]）

### 特撮
1997年
- ウルトラマンティガ（報道番組ナレーターの声）

2004年
- ULTRAMAN（ウルトラマン・ザ・ネクストの声）

2006年
- ウルトラマンメビウス（ゾフィーの声）
- ウルトラマンメビウス&ウルトラ兄弟（ゾフィーの声）
- ウルトラマンメビウス外伝 ヒカリサーガ（ゾフィーの声）

2009年
- ウルトラマンメビウス外伝 ゴーストリバース（ゾフィーの声、ナレーション）
- 大怪獣バトル ウルトラ銀河伝説 THE MOVIE（ゾフィーの声）

2010年
- ウルトラマンゼロ THE MOVIE 超決戦!ベリアル銀河帝国（ゾフィーの声）

2011年
- ウルトラマンゼロ外伝 キラー ザ ビートスター（ゾフィーの声）

2012年
- ウルトラマン列伝（ゾフィーの声）
- ウルトラマンサーガ ゼロ&ウルトラ兄弟 飛び出す!ハイパーバトル!!（ゾフィーの声）

2013年
- 新ウルトラマン列伝（ゾフィーの声）

2017年
- ウルトラファイトオーブ 親子の力、おかりします!（ゾフィーの声)

2018年
- ウルトラマンジード つなぐぜ! 願い!!（ゾフィーの声）

### ラジオ
- 青山二丁目劇場「空に記す」（北川純）他
- 明るい学校[16]
- アッちゃん
- 世にも奇妙な物語 ラジオの特別編「逆誘拐犯」（ノガミコウジ）
- ラジオ深夜便 時代を創った声[182]
- ラジオドラマ・エメラルドドラゴン（ワラムル）

### ナレーション

#### 番組
- 上沼恵美子は見た!日常ワイド劇場（TBS）
- NHK高校講座 世界史（NHK教育）
- 団塊スタイル（NHK教育）
- リオデジャネイロパラリンピック（競技のルール紹介のナレーション、2016年、NHK）
- Lの風景（BS-i）
- 王様のブランチ（TBS）
- バリキン7 賢者の戦略（TBS）
- SMAP×SMAP（関西テレビ・フジテレビ）（不定期）
- FNNスーパーニュース（フジテレビ）（「スーパー特報」のコーナー / 不定期）
- ティーンズTV 地球データマップ（NHK教育）
- ディズニー・チャンネル（ディズニー・チャンネル ムービー（旧マジカル・ワールド・オブ・ディズニー）のみ）
- 映画ドラえもん のび太の恐竜2006公開記念 ドラえもん誕生物語 〜藤子・F・不二雄からの手紙〜（テレビ朝日）
- 赤道大紀行（TBS）
- 中居正広のテレビ50年名番組だョ!全員集合笑った泣いた感動したあのシーンをもう一度夢の総決算スペシャル（TBS）
- Ryu's Bar 気ままにいい夜シリーズ（毎日放送・TBS）
  - Ryu's Bar 気ままにいい夜
  - Ryu's Barスペシャル21
- 歌姫（TBS）
- リンカーン（TBS）（激論!朝までそれ正解コーナー・リストランテリンカーン）（不定期）
- アインシュタインの眼（NHKデジタル衛星ハイビジョン）
- 栄華を極めた名城（BS-i）
- BS-TBSステーションコール（BS-TBS）
- KNBふるさとスペシャル 還暦の同窓会〜風吹ジュン45年ぶりの帰郷〜（北日本放送）
- 私のガーデニング（NHK BS2）
- 小さな旅（手紙朗読、NHK総合）
- 世界の国境を歩いてみたら…（2019年3月18日 - 9月27日、BS11）
- 美の壺 スペシャル「日本の避暑地」（2019年7月21日、NHK BSプレミアム）
- ザ・撃退シリーズ（BS-TBS）
- 激走！福岡→北海道2900km 列島縦断 高速バス限定の旅2019秋（2019年10月20日、テレビ東京）
- おもひで銭湯探訪（2021年 - 2022年、BS-TBS）
- 天国と地獄〜サイコな2人〜（提供ナレーション　2021年、TBS）
- 世界ふしぎ発見！わく！わく！銭湯・名湯 湯けむりミステリー（2021年4月17日、TBS）
- ニッポン視察団!（テレビ朝日）
- 上皇陛下 米寿をお迎えになって〜平成の歩み〜（2021年12月23日、政府インターネットテレビ）
- 日曜ビッグバラエティ「日本⇒インド洋27000km！巨大客船に乗せてもらいましたＳＰ」（2023年3月5日、テレビ東京）
- いぬじかん（2023年 - 、BS-TBS）

#### TVCM
- タカトク 戦国合身ゴーショーグン（1981年）
- バンダイ 超時空要塞マクロス（1985年）
- メナード化粧品 リファイニング ハーブマスク（1991年、出演・岡田奈々）
- NECアベニュー ヘルファイアーS（1991年）
- ツクダオリジナル「Firstmamaシリーズ」「カラーリスト似顔絵電子手帳」「似顔絵電子手帳」（1992年、出演・星野真里）
- 富士電機（1993年）
- スーパーロボット大戦X（2019年）（ナレーション[183]）
- 不思議のダンジョン2 風来のシレン（1995年）
- ドラゴンボール改 サイヤ人来襲 CM（2009年）
- 聖闘士星矢Ω アルティメットコスモ CM2（2012年）
- 日曜劇場『ルーズヴェルト・ゲーム』YouTube用CM（2014年）[184][注 4]
- 日曜劇場『流星ワゴン』（2015年）[注 4]
- バンダイ テツワン探偵ロボタック「ワンダホン」（1998年）
- 宝島社 「InRed」、「sweet」、「オトナミューズ」（2019年 - 2022年）
- ミスタードーナツ misdo meets 祇󠄀園辻󠄀利 「咲く抹茶」篇（2021年）
- メルカリ メルコインTVCM（2023年）
- サントリー ティーチャーズ ハイランドクリーム（2023年 - 2024年）

#### ラジオCM
- INAX（2008年）
- 国立西洋美術館 ボルドー展 -美と陶酔の都へ-（2015年）

#### ビデオ
- 鉄道ビデオ 車両のすべてシリーズ（小学館プロダクション）

#### その他
- 燈の守り人 灯台音声ガイド 宮城県石巻市 金華山灯台（2022年）[171]

### テレビドラマ
- 土曜日の女シリーズ 天使が消えていく（1973年、NTV）
- 明るいなかま[16]
- 怪人二十面相
- 勝海舟（永井の門弟）
- 世にも奇妙な物語 2014年 春の特別編「復讐病棟」（ラジオの声）
- VIVANT（最終話、管制官の声）
- 街並み照らすヤツら（2024年4月27日 - 、日本テレビ） - 語り
- 119エマージェンシーコール 第9話（2025年3月17日、フジテレビ） - 通報者の声[185]

### 映画
- 紅い眼鏡/The Red Spectacles（鳥部蒼一郎）
- 前田建設ファンタジー営業部（声の出演、弓弦之助教授）

### 玩具
- ウルトラレプリカ メビウスブレス -ULTRA BROTHERS EDITION-（2024年3月）

### その他コンテンツ
- 世界一受けたい授業（アルバート・ゴアの吹き替え）
- 競馬場の達人（ゲスト出演）
- 限定ウェブFLASH動画ゼノサーガ エピソードII to III a missing year 〜U.M.N.に封印されし真実の断片〜（ジン・ウヅキ）
- 聖闘士星矢Ω アルティメットコスモ プロモーションビデオ
- 東京ディズニーランド（ミッキーマウス）※1980年代版
- ドラゴンボール改 サイヤ人来襲 プロモーションビデオ
- ドラゴンボール 天下一大冒険 プロモーションビデオ
- トランスフォーマーZ プロモーションビデオ（ビクトリーセイバー）
- NHKスペシャル「盗まれた最高機密 〜原爆・スパイ戦の真実〜」（マックス・プランク協会 ディーター・ホフマン博士）
- 炎の蜃気楼 コバルトときめきテレフォン（橘照弘＆北条氏照）
- 中居正広の金曜日のスマイルたちへ（声の出演）
- ディズニー・プログラミング学習教材「テクノロジア魔法学校」（ロイド校長[186]）
- 画ニメ天野喜孝 鳥の歌（男）
- セカイ系バラエティ僕声 シーズン2（語り）
- 原画と朗読で綴るサイボーグ009の世界（スエーデンボルグ伯爵[187]）
- 日本遺産かさましこ〜兄弟産地が紡ぐ“焼き物語”〜 日本遺産構成文化財 ナレーション付き解説動画[188]